# Cyanopepla perilla
Cyanopepla perilla är en fjärilsart som beskrevs av Druce 1883. Cyanopepla perilla ingår i släktet Cyanopepla och familjen björnspinnare. Inga underarter finns listade i Catalogue of Life.